# Sandra Brown
Sandra Lynn Brown (n. 12 martie 1948, Waco, Texas, SUA) este o scriitoare nord-americană de romane de dragoste și de suspans, ale cărei cărți au devenit bestseller-uri.
A mai publicat și sub pseudonimele Rachel Ryan, Laura Jordan și Erin St. Claire.

## Biografie
Sandra Brown s-a născut în Waco, Texas, și a crescut în Fort Worth. S-a specializat în limba engleză la Texas Christian University (TCU), în Fort Worth, dar a plecat de la colegiu în 1968 pentru a se căsători cu soțul ei, Michael Brown, un fost documentarist de televiziune de știri care a fost premiat cu premiul Dust to dust. Din căsătoria lor au rezultat doi copii: Ryan Brown (n. 2 ianuarie 1975) și Rachel Brown. După căsătorie ea a lucrat pentru KLTV în Tyler, ca  prezentatoare meteo, apoi s-a întors în zona Metroplex Dallas-Fort Worth, unde a devenit reporter pentru versiunea WFAA-TV PM Magazine.
Sandra Brown și-a început cariera ca scriitoare în 1981, după ce soțul ei a provocat-o să facă acest lucru. După aceea, ea a publicat aproape  70 de romane și a avut mai mult de 50 dintre ele în topul New York Times bestsellers. În 2008 ea a prezentat un doctorat onorific de scrisori umane de la mama sa Alma TCU.
Romanul ei Mătase franceză a fost ecranizat într-un film lansat în 1994. Susan Lucci, Shari Belafonte și Lee Horsley au jucat în el.
În 2007 a contribuit la Murder by the Book, unde era vorba despre uciderea lui Betty Gore în Wylie, Texas, la 13 iunie 1980.
Cea mai recentă carte a ei este Sting, apărută în 2016.

## Opera

### Cărți scrise sub pseudonimul Rachel Ryan
Ecstasy Romances – Single Novels
- 1981 Love's Encore
- 1981 Love Beyond Reason
- 1982 Eloquent Silence
- 1982 A Treasure Worth Seeking
- 1983 Prime Time

### Cărți scrise sub pseudonimul Laura Jordan
Single novels
- 1982 Hidden Fires (Historical Romance)
- 1982 The Silken Web

### Cărți scrise sub pseudonimul Erin St. Claire
– Single Novels
- 1982 Not Even for Love
- 1983 Seduction by Design
- 1983 A Kiss Remembered
- 1983 A Secret Splendor
- 1984 Words of Silk
- 1984 Bittersweet Rain
- 1984 Tiger Prince
- 1985 Sweet Anger
- 1986 Above and Beyond
- 1986 Honor Bound
- 1987 Two Alone
- 1989 The Thrill of Victory

Astray & Devil Series
1. 1985 Led Astray
2. 1987 The Devil's Own

### Cărți scrise de Sandra Brown
Cărți romantice
- 1983 Promisiunea de mâine
- 1983 Umbre din trecut
- 1983 Prețul Paradisului
- 1983 Sărutul ispitei
- 1983 Furtună în Paradis
- 1984 După zece ani
- 1985 Copilul născut joi
- 1985 Riley=Invitatul dimineții
- 1986 22 Fuga de celebritate
- 1986 22 Indigo Place
- 1987 Sunny Chandler's Return
- 1987 Fii binevenit
- 1988 Tu ești tatăl copilului meu
- 1988 Ostateca lui Hawk
- 1989 Lunga așteptare
- 1989 Dragoste fierbinte
- 1989 Neașteptata iubire

Seria Bed & Breakfast
1. 1983 Dragoste și datorie- Breakfast in Bed (Originally Loveswept # 22)
2. 1984 Sa nu trimiți flori -Send No Flowers (Originally Loveswept # 51)

Seria Coleman Family Saga
(Historical Romance)
1. 1985 Îmbrățișare în amurg-Sunset Embrace
2. 1985 Chiar și șngerii cad -Another Dawn

Seria Mason Sisters
1. 1987 Fanta C (Originally Loveswept # 217)
2. 1988 Căderea lui Adam -Adam's Fall (Originally Loveswept # 252)

Seria Texas! Tyler Family Saga
1. 1990 Sub pretextul iubirii-Texas! Lucky
2. 1991 Legile inimii-Texas! Chase
3. 1991 O ispită irezistibilă-Texas! Sage

Romane de suspans
- 1988 Slow Heat in Heaven
- 1989 Best Kept Secrets
- 1990 Mirror Image
- 1991 Breath of Scandal
- 1992 French Silk
- 1992 Shadows of Yesterday
- 1993 Where There's Smoke
- 1994 Charade
- 1994 Love beyond reason
- 1995 The Witness
- 1996 Exclusive
- 1997 Fat Tuesday
- 1998 Unspeakable
- 1999 The Alibi
- 2000 Standoff
- 2000 The Switch
- 2001 Envy
- 2002 The Crush
- 2003 Hello, Darkness
- 2004 White Hot
- 2005 Chill Factor
- 2006 Ricochet
- 2007 Play Dirty
- 2008 Smoke Screen
- 2009 Smash Cut
- 2009 Rainwater
- 2010 Tough Customer
- 2011 Lethal
- 2012 Low Pressu re
- 2013 Deadline
- 2014 Mean Streak
- 2015 Friction
- 2016 Sting

Omnibus
- Three Complete Novels: Mirror Image / Best Kept Secret / Slow Heat In Heaven (1992)
- Three Complete Novels: Texas Lucky! / Texas Chase! / Texas SageNot!
- Crush / Hello Darkness (2006)
- Heaven's Price / Breakfast in Bed / Send No Flowers (2007)
- Tomorrow's Promise / Two Alone (2008)
- Led Astray / Devil's Own (2010)
- A Secret Splendor / Above and Beyond (2011)

## Premii
- Cercul distins de afaceri americane și asociația femeilor de succes.
- Premiul  Distinguished Achievement literar B'nai B'rith.
- Premiul A.C Greene
- Scriitori romantici pentru întreaga America
- Premiul internațional  "Thrillermaster", 2008